# Carta de amor (canción)
«Carta de amor» es una canción de salsa del cantautor dominicano Juan Luis Guerra lanzada en 1990 y sirvió como el sencillo principal de su sexto álbum de estudio Bachata rosa (1990).
La canción habla sobre cómo escribe una carta a su amante en su diario; durante la misma hace referencia a elementos de moda en esos años como la perestroika o Larry Bird, incluso pone énfasis en los signos de puntuación.
Es la segunda canción del disco junto con «Como Abeja al Panal» en tener un enfoque salsero en el disco. Alcanzó su punto máximo como una pista destacada del álbum en Allmusic. Alcanzó el puesto 35 en el Hot Latin Songs y se incluyó en su álbum de grandes éxitos Grandes éxitos de Juan Luis Guerra y 440 (1995).

## Listas
| Listas (1990-1991)             | Posición |
| ------------------------------ | -------- |
| Hot Tropical Songs (Billboard) | 35       |